# Col des Granons
Pour l’article ayant un titre homophone, voir col du Granon.
Le col des Granons est situé à Reillanne dans les Alpes-de-Haute-Provence en France. Son altitude est de 490 m. Il relie la vallée du Calavon à la vallée du Largue dans le sens ouest-est. Il est aussi franchi dans le sens nord-sud par la départementale RD 14.

## Histoire
Bien que peu élevé et peu marqué dans le paysage, le col des Granons a une certaine importance géographique et historique. À l’époque gauloise, il marquait la frontière entre les peuples des Voconces et des Albiques, Strabon écrivant dans sa Géographie (IV, 1, 3 et 12) : « Le pays des Voconces commence au point [de la via domitia] où commence la montée des Alpes », point généralement identifié avec le col des Granons,.